# Бушуев, Валентин Николаевич
Валентин Николаевич Бушуев (15 февраля 1941, Свердловск — 4 октября 2003, Екатеринбург) — советский хоккеист, нападающий. Тренер.

## Биография
Воспитанник свердловского «Спартака».
В составе «Спартака» / «Автомобилиста» провёл восемь сезонов (1958/59 — 1961/62, 1964/65 — 1967/68), сыграл более двухсот матчей. В 1962 году перешёл в горьковское «Торпедо», но ещё до начала сезона 1962/63 оказался в омском «Аэрофлоте», где провёл два года.
Работал тренером в детско-юношеской школе спорткомбината «Юность». Первоначально возглавлял команду 1963 года рождения, в которой занимались, в частности, Илья Бякин, Сергей Горбунов, Олег Старков; работал с командой 1964 года рождения.
Скончался 4 октября 2003 года. Похоронен на Восточном кладбище Екатеринбурга.